# Psychotria calorhamnus
Psychotria calorhamnus är en måreväxtart som först beskrevs av Henri Ernest Baillon, och fick sitt nu gällande namn av Markus Ruhsam. Psychotria calorhamnus ingår i släktet Psychotria och familjen måreväxter. Inga underarter finns listade i Catalogue of Life.